# Босанска вила
Босанска вила је била српски лист за „забаву, поуку и књижевност”. Покренут је 1885. године као орган Учитељског збора Српске школе у Сарајеву, а забрањен од стране аустроугарских власти 15. јуна 1914. године.

## Књижевни програм
Књижевни програм листа је одговор Срба Босне и Херцеговине и заједничких матица у Војводини, Србији и Црној Гори, на идеолошки и културни утицај двојне аустроугарске монархије а поготову политике и управе Калаја.
Босанска вила се с почетка одређује као књижевни часопис са одређеним националним курсом. Као једини српски лист у БиХ, сматра да има за задатак да српски народ, поред његовог општег просвјетљавања, окупи око себе и да пружи отпор аустроугарској политици.
Из Босанске виле види се да су Срби из БиХ мјеродавним идеолошким и културним центром
сматрали прије Београд него Беч, прије Нови Сад него Будимпешту прије Цетиње него Трст. Те природне везе Калаји његови следбеници нису могли пресјећи, ма колико то хтјели. Штавише, што су се они више трудили да постигну своје циљеве, то су се Срби више скупљали и угледали на своје матице .

## Вилин историјат

### Вилини почеци
Покретачи Виле су били учитељи Српске школе, који су у почетку били најбројнији сарадници часописа. Божидар Никашиновић, Стево Калуђерчић и Никола Кашиковић су 13. јуна 1885. тражили дозволу од аустроугарских власти за издавање двомјесечног листа „Врело Босне”, чији би уредник и власник био сам Учитељски збор Српске школе у Сарајеву. Аустроугарске власти су одбиле регистрацију на име Учитељског збора Српске школе, те су 23. септембра 1885. године Никола Шумоња, Божидар Никашиновић, Стево Калуђерчић и Никола Кашиковић тражили дозволу за издавање двомјесечног листа „Босанска вила”. На дан 19. октобар 1885, аустроугарске власти су издале дозволу за издавање петнаестодневног белетристичког листа „Босанска вила”, уз услове да се лист шаље аустроугарској управи на превентивну цензуру, да лист не може да се бави политиком и конфесионалним питањима, те да у саставима забавног и поучног садржаја не буде превише наглашен српски национални елемент. Вила је регистрована на име уредника Божидара Никашиновића.

### Прво издање Виле
Ми смо учинили све оно што се од нас захтијевати могло, а сада стоји до вас, да покажете колико сте свјесни Срби и колико своју књигу љубите — падне ли „Босанска вила“, као српски једини лист у овим земљама, онда немојте никога кривити — сами носите гријех на својој души.

Босанска вила 16. децембар 1885.
Након двомјесечне припреме, први Вилин број је изашао на дан 16. децембар 1885. године. Божидар Никашиновић је био први уредник, Никола Кашиковић је био задужен за народну књижевност, Стево Калуђерчић за чланке и приповијетке, а Никола Шумоња за приповијетке, подлистак и књижевне биљешке.
Прво издање је имало 16 страница и штампано је на ћирилици у 1.000 примјерака, а цртеж на врху насловне стране је израдио Стево Калуђерчић. Због потражње, прво Вилино издање је поново штампано.
На самој насловној страни се преко читаве странице налазила велика фотографија митрополита Саве Косановића, кога су три мјесеца раније аустроугарске власти присилиле да поднесе оставку, а крајем 1885. године прогнале из провинције. Сам митрополит Сава Косановић се у овом броју оглашава са чланком „Праведникова смрт”, те постаје један од првих спољних сараднике Виле.
Остали сарадници првих издања Виле су били Манојло Ђорђевић Призренац, Душан Пелеш, Митрополит Дионисије II (Илијевић), Ђорђе Јовановић Герман, Давид Поповић, Петар Мирковић, Васо М. Ћуковић, Вид Вулетић Вукасовић, Миле Попадић, Петар Ђенић, Стари Јово Басаровић, Стеван Н. Давидовић и Коста Ковачевић.

### Период другог уредника
Много је то када се узму у обзир све прилике, предрасуде и тегобе, с којима има да се бори овакав српски лист, идући путем сасвим закрченим и необрађеним

Никола Шумоња, Босанска вила, септембар 1886.
Никола Шумоња је био други Вилин уредник након Божидара Никашиновића. Уреднички посао је званично обављао од септембра 1886. до 1. фебруара 1887. године, а у овом периду се број Вилиних сарадника и претплатника знатно повећао. Од самог почетка Вила се сусретала са препрекама аустроугарске цензуре, те су њена издања често каснила. Нови сарадници издања Виле у овоме периоду су били Милан Ђ. Милићевић, Мита Живковић, Владимир М. Јовановић, Коста Ковачевић, Стево (Стејпо) Трифковић, Коста Божић, Душан Ст. Поповић, Милан Обрадовић, Ристо Ј. Чајкановић, Васо Кондић, П. Бабић, Стеван Зимоњић, Петар С. Иванчевић, Јово Тубиновић, Јеврем Станковић, В. Стакић, Ђ. Мирковић, Никола Беговић и др.

### Вилини уредници
Божидар Никашиновић остаје Вилин уредник првих шест мјесеци, односно првих десет бројева, након чега постаје учитељ у Српској школи у Мостару. Након Никашиновића, Вилин уредник постаје Никола Шумоња у периоду септембар 1886. — 1. фебруар 1887. године. Од априла 1887. године до јуна 1914. године уредник је био Никола Кашиковић, који је уређивао часопис до краја његовог излажења, односно до забране часописа од стране Аустроугарске. Последњих година пред Први светски рат у уредништву листа се налазе и Владимир Ћоровић и Петар Кочић.
Босанска вила је излазила редовно два до три пута месечно и штампана је искључиво ћирилицом, која је до доласка Аустроугарске 1878. године, била примарно народно писмо. Босанска вила је била једини књижевни лист у аустроугарској провинцији БиХ у периоду од њеног оснивања 1885. до 1895. године.

### Програмска оријентација
Босанска вила је објављивала текстове свих књижевних родова осим драме. Програмска оријентација овог листа била је бављење српском културном баштином, уз презентацију популарних и разноврсних текстова доступних народу из свих области друштвеног живота, али је у њеном практичном деловању, посебно у првом раздобљу излажења, највише текстова било из области народне књижевности. Окупљен је већи број сарадника из разних крајева који описују народни живот и обичаје, бележе народне песме, приповетке, пословице и загонетке, тумаче народна веровања и слично. На овим пословима посебно су се истицали: Петар Мирковић, Васо Чуковић, Стеван Делић, Никола Кашиковић, Коста Ковачевић, Лука Грђић Бјелокосић, Ристо Чајкановић и Петар Иванчевић.

### Вилин развој
У свом даљем развоју, часопис је еволуирао од породичног листа до угледног књижевног гласила, у коме су сарађивали значајни српски, муслимански и хрватски књижевници. Године 1907. и 1908. у Босанској вили своје текстове објављује млада генерација српских писаца: Алекса Шантић, Светозар Ћоровић, Милан Прелог, Јован Дучић, Вељко Петровић, Владислав Петковић Дис, Владимир Ћоровић, Петар Кочић и други. Своје текстове објављују и муслимани Сафвет-бег Башагић, Муса Ћазим Ћатић, Осман Ђикић и други, а нешто касније Иво Андрић и Тин Ујевић. У овом листу писали су и неки припадници Младе Босне.
Уз књижевну критику у којој се посебно истиче Димитрије Митриновић, у часопису су објављивани и научни текстови (Ватрослав Јагић, Васо Глушац, Петар Колендић, Владимир Ћоровић). Његована је и преводилачка књижевност. Превођено је из готово свих европслих књижевности, а највише из руске и француске.
Босанска вила била је најпознатије национално српско гласило на подручју аустроугарске провинције БиХ и једно од познатијих и признатијих гласила уопште на просторима јужнословенских народа.
Лист је престао да излази 15. јуна 1914. године, уочи Првог светског рата, а због забране од стране аустроугарских власти.

## Вилини сарадници
- Јован Дучић
- Владимир Ћоровић
- Петар Кочић
- Алекса Шантић
- Митрополит Сава Косановић
- Јован Јовановић Змај
- Светозар Ћоровић
- Иво Андрић
- Стеван Сремац
- Димитрије Митриновић
- Перо Слијепчевић
- Исидора Секулић
- Тадија Костић
- Драгомир Брзак
- Владимир Станимировић
- Јован Илић
- Дионисије Миковић
- Вид Вулетић-Вукасовић
- Вељко Милићевић
- Радослав Марковић
- Вељко Петровић (књижевник)
- Владислав Петковић Дис
- Осман Ђикић
- Тин Ујевић
- Васо Ћуковић
- Милан Ђ. Милићевић
- Владимир М. Јовановић
- Никола Беговић
- Војислав Илић
- Јелена Димитријевић
- Марко Цар
- Иван Стојановић
- Милорад Павловић — Крпа
- Симо Ераковић
- Сима Пандуровић
- Светислав Стефановић (лекар)
- Стеван Бешевић
- Милан Грол
- Павле Поповић
- Милан Решетар
- Мило Јововић (пјесник)